# فالس لي تشستل
فالس لي تشستل (بالفرنسية: Vals-le-Chastel)‏ هي بلدية تقع في فرنسا في Canton of Paulhaguet. يقدر عدد سكانها بـ 50 نسمة ومساحتها 3.99 كم2 وترتفع عن سطح البحر 530 متر.